# Prolapso genital total
El prolapso genital total, o prolapso genital femenino se caracteriza por el desplazamiento de los órganos genitales femeninos más allá de su confinamiento anatómico normal. Esta situación por lo general sucede cuando el piso pélvico colapsa a causa de un trabajo de parto o haber elevado cargas pesadas que pueden haber resultado en daños de los tejidos blandos, con la consiguiente hernia de las membranas fascia de forma tal que las mucosas vaginales colapsan. Los tratamientos incluyen cambios en la dieta y estilo de vida, terapia física y cirugía. El prolapso genital en el año 2010 afectaba a unas  316 millones de mujeres en todo el mundo (o sea el 9.3% de todas las mujeres).
El descenso puede afectar al útero, la vejiga y al recto, y se encuentra asociado con la mucosa vaginal anterior y posterior. Según sea la zona afectada se lo denomina:  
- Histerocele: descenso del útero
- Cistocele: descenso de la vejiga
- Rectocele: descenso del recto

A veces los varios tipos de prolapsos pueden ir asociados (ejemplo: cisto-rectocele).

## Etiología
Este tipo de patología se presenta como producto de las siguientes situaciones:
- Parto, por desgarros o distensiónes.
- Menopausia, por la disminución de estrógenos.
- En nulíparas excepcionalmente por debilidad congénita de ligamentos.
- Profesiones que conlleven ejercicios violentos.

## Síntomas clínicos
Los síntomas de esta patología pueden comprender:
- Dolor en bajo vientre, pesadez.
- Sensación de cuerpo extraño intrapélvico.
- Trastornos urinarios: infecciones urinarias de repetición (disuria, polaquiuria).
- Incontinencia urinaria de esfuerzo.
- Pérdida de orina involuntaria.
- Trastornos rectales: estreñimiento, incontinencia.
- Dificultad en relaciones sexuales.

El tratamiento consistiría en una intervención quirúrgica